# Luka Lipošinović
Luka Lipošinović (Subotica, 12 maggio 1933 – 26 settembre 1992) è stato un calciatore jugoslavo, di ruolo attaccante.